# Ska-P (album)
Ska-P a spanyol  Ska-P első albuma 1994-ből.

## Számok
1. "El hombre resaka baila ska"
2. "Abolición"
3. "Chupones"
4. "0,7"
5. "Alí el magrebí"
6. "Sargento Bolilla"
7. "Reality Show"
8. "Bla,bla,bla"
9. "Como un Rayo"